# Adelphomyinae
Az Adelphomyinae az emlősök (Mammalia) osztályának a rágcsálók (Rodentia) rendjébe, ezen belül a tüskéspatkányfélék (Echimyidae) családjába tartozó kihalt alcsalád.

## Előfordulásuk
Az Adelphomyinae-fajok Argentína és Chile területein éltek, a miocén kor idején.

## Rendszerezés
Az alcsaládba az alábbi 5 kihalt nem tartozik:
- †Adelphomys
- †Deseadomys
- †Paradelphomys
- †Stichomys
- †Xylechimys